# Парейдолия
Парейдоли́я, парейдоли́ческая иллю́зия, лат. Pareidoliae (от др.-греч. παρά — «рядом, около; отклонение от чего-либо» + εἴδωλον — «изображение») — разновидность зрительных иллюзий. Такие иллюзорные образы возникают при рассматривании случайно сформировавшихся изображений и узоров (облака, рисунок обоев и тому подобное). Парейдолия может возникать и у здоровых людей, и у людей с психическими расстройствами.
Типичный пример парейдолии — изображение лица человека на видимом диске Луны.
Парейдолии часто возникают в инициальных стадиях острых психозов с помрачением сознания, например при алкогольном делирии («белой горячке»). Установлено возникновение парейдолий при длительном расстройстве восприятия, вызванном галлюциногенами. Восприятие парейдолий психически здоровыми людьми сопровождается пониманием этого феномена как «игры воображения». Напротив, у людей с психотическими расстройствами и у в целом здоровых людей под влиянием психоактивных веществ, в том числе при алкогольной интоксикации, часто присутствует уверенность в реальности сформированных мозгом образов.

## Причины парейдолии
Феномен парейдолии представляет собой ошибку восприятия, основанную на врождённой способности человеческого мозга распознавать лицо человека даже в плохих визуальных условиях.
По одной из научных гипотез, парейдолия закрепилась в эволюции человека за счёт того, что не распознавшие опасность индивиды погибали, а воспринявшие опасным объектом безобидные пятна — оставались живыми.
Невролог Джоэл Восс (исследователь Северо-западного университета США) высказал гипотезу, что парейдолия представляет собой побочный эффект работы мозга по анализу визуальной информации (линии, поверхности, формы, цвета) и представляет собой ошибку классификации «неоднозначных» образов.
Нейробиолог Софи Скотт (сотрудница Университетского колледжа Лондона) высказала гипотезу, что парейдолия возникает в ответ на желание человека увидеть определённые вещи, соответствющие его представлениям о реальном мире: «Если вы различаете лицо Иисуса на тосте, это говорит нам не о тосте, а о ваших ожиданиях и о том, как вы интерпретируете мир на основе своих ожиданий».

## Формы и примеры парейдолии
Парейдолия сильнее проявляется с контрастными изображениями (это было выявлено в экспериментах, в которых испытуемые просматривали изображения со случайно расположенными пятнами).
Если человек «увидел» в пятнах осмысленный для него объект, ему очень сложно вернуться в первоначальное состояние и снова видеть «опознанное» пятно абстрактным пятном, это одно из общих свойств зрительных иллюзий.
Некоторые предметы с парейдолическими образами становятся предметами религиозных культов или продаются на аукционах.
У людей, склонных верить в чудеса, парейдолия вызывает сильные эмоции. Это объясняет, почему люди готовы поклоняться парейдолическим артефактам или покупать их (например, недоеденный бутерброд с парейдолической Девой Марией хранился более десяти лет и был продан владелицей на аукционе eBay за 28 тысяч долларов, а куриный нагет с портретом Джорджа Вашингтона — за $8100).
Для некоторых людей парейдолия служит подтверждением их веры в существование сверхъестественных явлений. Также предметы с парейдолическими образами иногда приобретают для части людей особое значение, например, люди верят в божественное происхождение такого изображения или самого предмета и наделяют его свойством приносить счастье.
Самое известное изображение, на котором проявляется эффект парейдолии, — видимый с поверхности Земли лунный диск. Тёмные пятна «лунных морей» и светлые пятна «лунной суши» у многих людей складываются в изображение смешной рожицы, зайца, женского лица, сгорбленного карлика и другие образы.
Люди воспринимают как изображения лиц тени на фотографиях Марса, пятна на тостах и хлебных лепёшках, фасады домов, геологические рельефы на картах и космических снимках.
На одной из фотографий поверхности Марса, сделанной в 1976 году космическим аппаратом Викинг-1, люди увидели образ, похожий на лицо человека, и этот снимок, получивший название «марсианское лицо», стал всемирно знаменитым.
В 2003 году чапати с изображением Иисуса Христа в индийском городе Бангалоре стало объектом паломничества.
В целях смоделировать психологический феномен парейдолии сотрудники берлинской студии дизайна Onformative Седрик Кифер и Джулия Лаб в начале 2010-х создали программу для автоматического поиска на картах Google изображений, похожих на лица. Найденные их программой ландшафты распространились по Интернету и пользуются большой популярностью.

## Особенности психики
Парейдолия коррелирует с креативностью (творческими способностями) человека.

## В культуре
Склонность человека выявлять знакомые образы широко используется в изобразительном искусстве. Хорошо известны картины Арчимбольдо («Времена года», «Четыре стихии», «Повар», «Юрист»), в которых портреты людей при ближайшем рассмотрении оказываются нагромождением различных предметов, животных и растений.
Рассказ британского писателя-фантаста Чайны Мьевила «Детали» описывает хоррор-концепцию, в которой навязчивые парейдолические образы были способны охотиться за человеком.
Известно стихотворение Владимира Маяковского «Тучкины штучки», где в шутливой форме описывается сравнение визуальных форм туч на небе с образами людей и животных. Фрагмент:
Плыли по небу тучки.
Тучек — четыре штучки:
от первой до третьей — люди;
четвёртая была верблюдик…
Сказка В. Ф. Хаклендера (нем. Friedrich Wilhelm Hackländer Märchen) «Лицо на Луне» (Das Gesicht am Mond) опубликована в 1843 году в сборнике сказок этого популярного в Германии XIX века писателя.

## Галерея

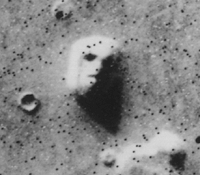
«Лицо Марса» — один из известнейших примеров непсихотической парейдолии
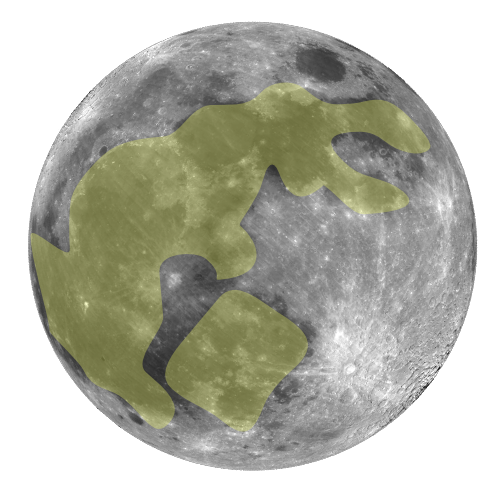
Лунный заяц толчёт ступу: наложенный на фото Луны жёлтый контур
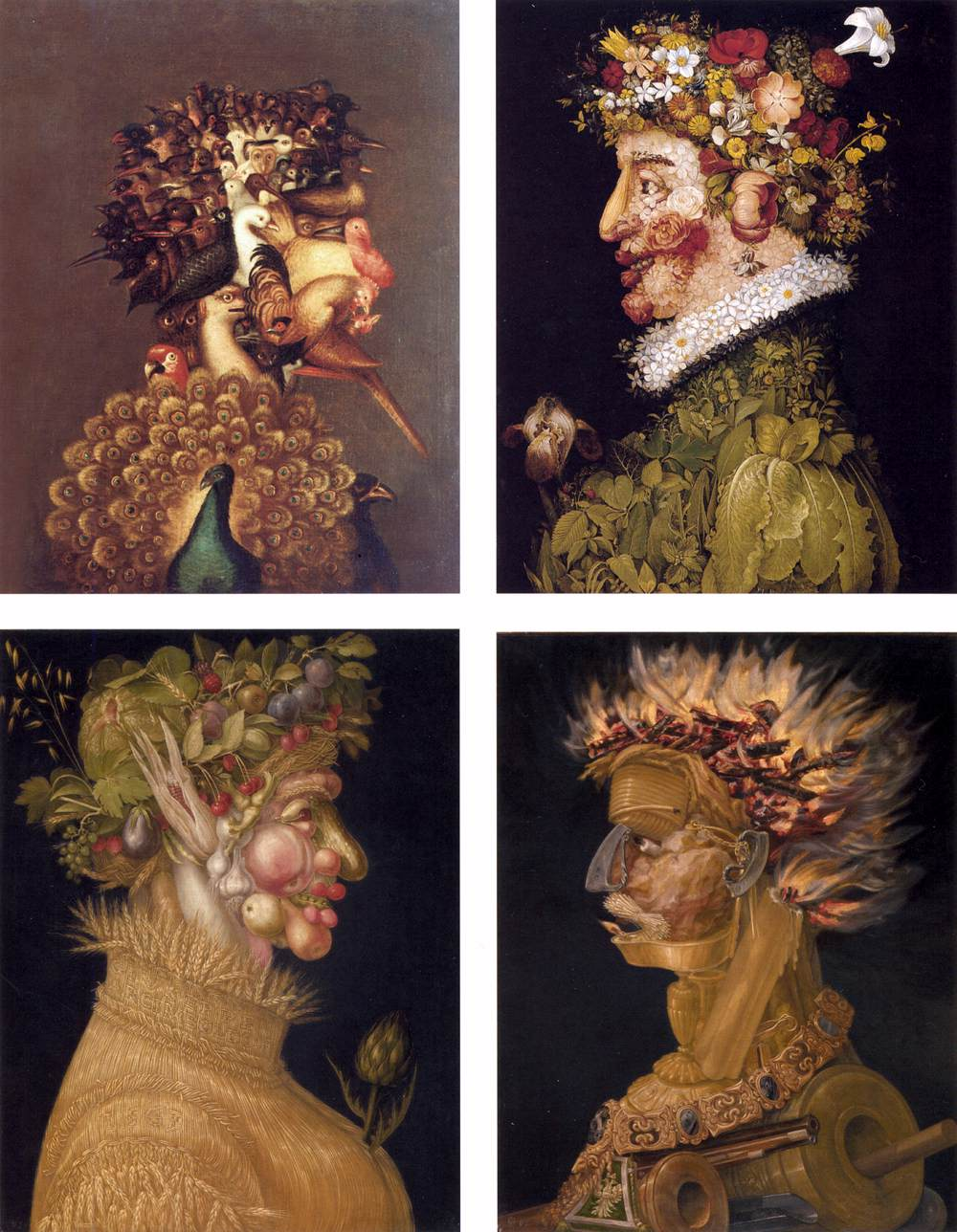
«Времена года» и «Четыре элемента» (фрагменты). Джузеппе Арчимбольдо
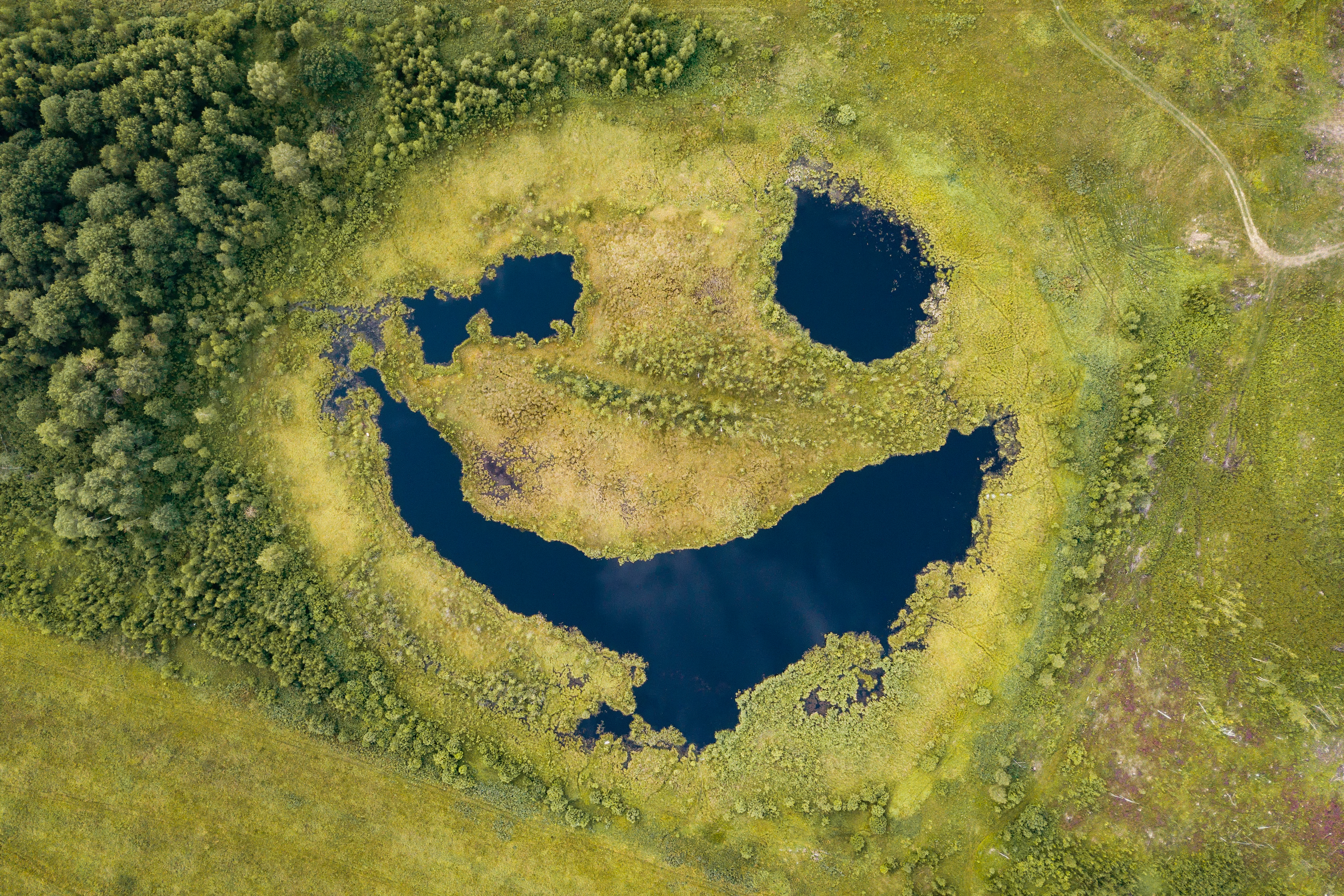
Озёра метеоритного происхождения во Владимирской области
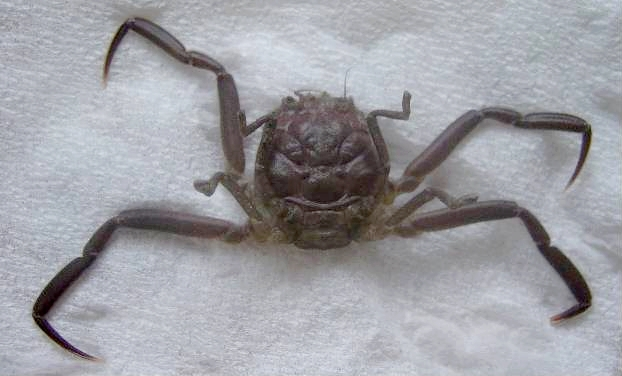
Японский краб-самурай[англ.]